# Saldoida cornuta
Saldoida cornuta är en insektsart som beskrevs av Henry Fairfield Osborn 1901. Saldoida cornuta ingår i släktet Saldoida och familjen strandskinnbaggar. Inga underarter finns listade i Catalogue of Life.